# Jestřáb Cooperův
Jestřáb Cooperův (Accipiter cooperii) je pták z čeledi jestřábovitých. Podobá se krahujci americkému, ale je vzácnější. Důvod tkví v tom, že se mu nedostává stejné ochrany.

## Popis
Dospělí jedinci jsou svrchu zbarveni do modrošeda. Hruď je rezavě stříkaná. Na délku měří 35 až 50 cm, rozpětí křídel dosahuje 62 až 99 cm. Váží mezi 215 g (malí samci) až 701 g (největší samice).

## Potrava
Mezi jeho potravu patří především ptáci, ale i malí savci. Po vylíhnutí mláďat loví potravu oba rodiče. Pokud jeden rodič zemře, s největší pravděpodobností zemřou také mláďata.

## Hnízdění
Staví si široké a ploché hnízdo z větviček propletené hoblinami z kůry. Hnízdo staví obvykle samice. Většinou snáší 4-5 bílých vajec.

## Výskyt
Jestřáb Cooperův preferuje listnaté, každoročně opadavé lesy. Vyskytuje se v USA, jižní Kanadě a Mexiku, zimující ptáci zalétávají do některých dalších států Střední Ameriky (Kuba, Guatemala, Honduras, Kostarika, Panama). Zaznamenán byl i v Kolumbii.